# Campionato ucraino di football americano 2001
Il Campionato ucraino di football americano 2001 è la 9ª edizione del campionato di football americano di primo livello, organizzato dalla FAFU.

## Squadre partecipanti
| Club                 | Città    | Stadio | Sponsor ufficiale | Risultato nella stagione 2000 |
| -------------------- | -------- | ------ | ----------------- | ----------------------------- |
| Donetsk Eagles       | Donec'k  |        |                   |                               |
| Donetsk Hammerers    | Donec'k  |        |                   |                               |
| Donetsk Legion       | Donec'k  |        |                   |                               |
| Donetsk Scythians    | Donec'k  |        |                   |                               |
| Kiev Bombers         | Kiev     |        |                   |                               |
| Kiev Slavs           | Kiev     |        |                   |                               |
| Uzhgorod Lumberjacks | Užhorod  |        |                   |                               |
| Vinnytsia Wolves     | Vinnycja |        |                   |                               |

## Stagione regolare

### Calendario

#### 1ª giornata
| 5 maggio 2001 | Donetsk Eagles | 34 – 0 | Donetsk Hammerers |  |

| 6 maggio 2001 | Kiev Slavs | 34 – 12 | Uzhgorod Lumberjacks |  |

#### 2ª giornata
| 12 maggio 2001 | Donetsk Hammerers | 15 – 9 | Donetsk Legion |  |

| 12 maggio 2001 | Vinnytsia Wolves | 12 – 48 | Kiev Bombers |  |

#### 3ª giornata
| 19 maggio 2001 | Donetsk Hammerers | 25 – 15 | Donetsk Eagles |  |

| 19 maggio 2001 | Kiev Slavs | 32 – 0 | Kiev Bombers |  |

| 19 maggio 2001 | Vinnytsia Wolves | 6 – 21 | Uzhgorod Lumberjacks |  |

#### 4ª giornata
| 26 maggio 2001 | Donetsk Eagles | 44 – 0 | Donetsk Legion |  |

| 26 maggio 2001 | Kiev Bombers | 14 – 6 | Uzhgorod Lumberjacks |  |

#### 5ª giornata
| 2 giugno 2001 | Donetsk Legion | 12 – 20 | Donetsk Eagles |  |

| 2 giugno 2001 | Vinnytsia Wolves | 0 – 53 | Kiev Slavs |  |

#### 6ª giornata
| 9 giugno 2001 | Donetsk Legion | 18 – 25 | Donetsk Hammerers |  |

#### 7ª giornata
| 16 giugno 2001 | Kiev Bombers | 36 – 24 | Vinnytsia Wolves |  |

| 16 giugno 2001 | Uzhgorod Lumberjacks | 0 – 36 | Kiev Slavs |  |

#### 8ª giornata
| 23 giugno 2001 | Kiev Bombers | 18 – 19 | Kiev Slavs |  |

| 23 giugno 2001 | Uzhgorod Lumberjacks | 22 – 16 | Vinnytsia Wolves |  |

#### 9ª giornata
| 30 giugno 2001 | Kiev Slavs | 53 – 10 | Vinnytsia Wolves |  |

| 30 giugno 2001 | Uzhgorod Lumberjacks | 18 – 20 | Kiev Bombers |  |

### Tabelle riassuntive

#### Girone Ovest
|   |                      | SLA   | BOM   | LUM   | WOL   |
| 1 | Kiev Slavs           |       | 32-0  | 34–12 | 53–10 |
| 2 | Kiev Bombers         | 18–19 |       | 14–6  | 36-24 |
| 3 | Uzhgorod Lumberjacks | 0–36  | 18–20 |       | 22–16 |
| 4 | Vinnytsia Wolves     | 0–53  | 12–48 | 6–21  |       |

#### Girone Est
|   |                   | EAG   | HAM   | LEG  |
| 1 | Donetsk Eagles    |       | 34-0  | 44–0 |
| 2 | Donetsk Hammerers | 25–15 |       | 15-9 |
| 3 | Donetsk Legion    | 12–20 | 18-25 |      |

### Classifiche
Le classifiche della regular season sono le seguenti:
- PCT = percentuale di vittorie, G = partite giocate, V = partite vinte, P = partite perse, PF = punti fatti, PS = punti subiti

#### Girone Ovest
| Pos. | Squadra              | PCT   | G | V | N | P | PF  | PS  |
| ---- | -------------------- | ----- | - | - | - | - | --- | --- |
| 1    | Kiev Slavs           | 1.000 | 6 | 6 | 0 | 0 | 227 | 40  |
| 2    | Kiev Bombers         | .667  | 6 | 4 | 0 | 2 | 136 | 111 |
| 3    | Uzhgorod Lumberjacks | .333  | 6 | 2 | 0 | 4 | 79  | 126 |
| 4    | Vinnytsia Wolves     | .000  | 6 | 0 | 0 | 6 | 68  | 233 |

#### Girone Est
| Pos. | Squadra           | PCT  | G | V | N | P | PF  | PS  |
| ---- | ----------------- | ---- | - | - | - | - | --- | --- |
| 1    | Donetsk Eagles    | .750 | 4 | 3 | 0 | 1 | 113 | 37  |
| 2    | Donetsk Hammerers | .750 | 4 | 3 | 0 | 1 | 65  | 76  |
| 3    | Donetsk Legion    | .000 | 4 | 0 | 0 | 4 | 39  | 104 |

## Playoff

### Tabellone
|  | Semifinali     | Semifinali     | Semifinali |            |    | Finale            | Finale            | Finale |  |
|  |                |                |            |            |    |                   |                   |        |  |
|  |                |                |            |            |    | Donetsk Scythians | Donetsk Scythians | 21     |  |
|  |                |                |            |            |    | Donetsk Scythians | Donetsk Scythians | 21     |  |
|  |                |                | Kiev Slavs | Kiev Slavs | 14 |                   |                   |        |  |
|  | Kiev Slavs     | Kiev Slavs     | Kiev Slavs | Kiev Slavs | 14 | 39                |                   |        |  |
|  | Kiev Slavs     | Kiev Slavs     |            |            |    |                   |                   |        |  |
|  | Donetsk Eagles | Donetsk Eagles | 0          |            |    |                   |                   |        |  |

### Semifinale
| 8 luglio 2001 | Kiev Slavs | 39 – 0 | Donetsk Eagles |  |

### Finale
| 15 luglio 2001 | Donetsk Scythians | 21 – 14 | Kiev Slavs |  |

## Verdetti
- Donetsk Scythians Campioni di Ucraina 2001